# Liri
A Liri (latin nyelven Liris, korábbi elnevezése Clanis) egyike Közép-Olaszország legfontosabb folyóinak. Cappadocia városa mellett, a Monti Simbruini lejtőiről ered. Délkeleti irányban folyik tovább párhuzamosan az Appenninekkel, majd Sora városa mellett felveszi a Fibreno vizét. Ceprano mellett beleömlik a Sacco folyó is. Itt egy gyűjtőtavat építettek. A harmadik legjelentősebb mellékfolyója a Melfa Aquino városa mellett ömlik bele. Cassino városa után felveszi a Gari folyó vizeit és Garigliano néven folyik tovább.